# Rio Corbu (Mureş)
O Rio Corbu é um rio da Romênia, afluente do Mureş, localizado no distrito de Arad.